# العلاقات السعودية اللبنانية
العلاقات السعودية اللبنانية هي العلاقات التي تربط المملكة العربية السعودية بجمهورية لبنان.

## بداية العلاقة
كانت باكورة العلاقات بين البلدي هو ما أرساه الرئيس كميل شمعون أول الرؤساء اللبنانيين الذي زار المملكة العربية السعودية، بعد تسلمه سدة الحكم عام 1952 على رأس وفد رسمي رفيع، وكان شمعون موضع حفاوة من الملك عبد العزيز بن عبد الرحمن آل سعود، واتفق البلدان على أهمية الحوار والتفاهم وضرورة التعاون والتعاضد بينهما.
كان الملك عبد العزيز أول المبادرين في الاستعانة بالخبرات اللبنانية قبل استقلال لبنان، واستعان بالخبراء والمستشارين أصحاب الفكر والرأي وحسن الإدارة من الدول العربية المختلفة، كمصر ولبنان وسوريا والعراق وليبيا وغيرها. عملوا جميعا في خدمته، ووصلوا إلى مراكز متقدمة في الديوان الملكي، وعملوا سفراء في الدول المهمة، وكان اللبناني فؤاد حمزة بين هؤلاء المستشارين الذين امضوا عقودًا من العمل السياسي السعودي.
كما استعان الملك في ذلك الحين أيضا بالمهندس اللبناني موريس الجميل، سعيًا للحصول على خبرته في مجال المياه، حيث تشكوشبه الجزيرة العربية من ندرة الأمطار وفقدانها للانهار والينابيع، وهو الذي أشار بانشاء السدود والبحيرات الاصطناعية لتوفير مياه الأمطار في موسم الشتاء. وكان للمفكر والأديب اللبناني أمين الريحاني زيارات كثيرة وعديدة إلى السعودية، فروى وكتب الكثير عن الملك عبد العزيز وعهده.

## مؤتمر الرياض
ففي الفترة من 16 إلى 18 أكتوبر 1976 وبمبادرة سعودية كويتية، انعقد مؤتمر قمة سداسي في الرياض، شارك فيه زعماء السعودية ومصر وسوريا والكويت ولبنان، بالإضافة إلى منظمة التحرير الفلسطينية، وكان الهدف المباشر للمؤتمر معالجة أحداث القتال الجارية في لبنان بين اللبنانيين أنفسهم وبين بعض اللبنانيين والفلسطينيين، لكن معالجة هذه الأحداث في لبنان كانت مرتبطة أو محكومة بمعالجة الخلاف الإقليمي العربي بين مصر وسورية الذي نتج عن توقيع مصر لاتفاقية سيناء الثانية مع إسرائيل في سبتمبر 1975، وتكمن أسباب الخلاف الإقليمي العربي بعدم وجود إستراتيجية عربية موحدة وواضحة الخطوات لكيفية التعامل مع إسرائيل لإزالة آثار عدوان 1967.
كان على الوساطة السعودية الكويتية في تلك الفترة أن تعمل على مستويين إقليمي عربي وداخلي لبناني. فعلى المستوى الإقليمي، تمكنت المملكة في يونيو 1976، من عقد لقاء تمهيدي للمصالحة بين سورية ومصر على مستوى رئيسي الوزراء وبمشاركة وزيري خارجية السعودية والكويت، والذي جرى الاتفاق فيه على ورقة عمل تتضمن مجموعة من المبادئ تهدف إلى عودة التضامن بين سورية ومصر، وضمان استمراره، كما تم الاتفاق على عقد لقاء قمة بين أنور السادات وحافظ الأسد، وتمت المصالحة المصرية السورية في اجتماع القمة السداسي الذي عقد في الرياض في الفترة من 16 - 18 أكتوبر 1976. وقد مهدت إزالة الخلاف السوري المصري في قمة الرياض لعقد القمة العربية الثامنة في القاهرة في 26 أكتوبر 1976.
وعلى مستوى الأحداث الجارية في لبنان، فقد قررت قمة الرياض، وقف إطلاق النار وإنهاء الاقتتال في كل الأراضي اللبنانية اعتبارا من 21 أكتوبر، وتشكيل قوات ردع عربية في حدود 30 ألف رجل، تعمل داخل لبنان وتحت امرة رئيس الجمهورية لفرض الالتزام بوقف إطلاق النار وإنهاء الاقتتال والفصل بين القوات المتحاربة والإشراف على انسحاب وعودة المسلحين إلى المواقع التي كانوا فيها قبل 13 أبريل 1975، ومتابعة جمع الأسلحة الثقيلة، ومساعدة السلطة اللبنانية على تسلم وحماية المرافق والمؤسسات العامة، كما قررت القمة تنفيذ اتفاق القاهرة وملاحقه، والذي ينظم علاقة المقاومة الفلسطينية بالدولة اللبنانية، وتشكيل لجنة تضم ممثلين من السعودية والكويت ومصر وسورية تقوم بالتنسيق مع رئيس الجمهورية اللبناني بهدف تطبيق بنود اتفاق القاهرة.

## اتفاق الطائف
مر لبنان قبل اتفاق الطائف بحرب أهلية استمرت 15 عامًا، برغم محاولات متكررة لبنانية وعربية لإسكات صوت المدافع، باءت كلها بالفشل وبلغت الأمور ذروتها مع حصول فراغ في سدة رئاسة الجمهورية بعد انتهاء ولاية الرئيس أمين الجميل، ومن ثم انقسام السلطة التنفيذية إلى حكومتين أولى برئاسة سليم الحص وثانية برئاسة ميشال عون، قبل أن تتدحرج الأمور مع اعلان العماد عون قائد الجيش بداية حرب التحرير من الوجود السوري في لبنان، فكان أن تداعى العرب إلى عقد قمة لحل الأزمة المتفاقمة في لبنان.
أدى التدهور الأمني في لبنان الذي حدث في أواخر عام 1988 لقيام مؤتمر القمة العربي الطارئ في الدار البيضاء (23 - 26 مايو 1989)، بوضع آلية للوصول إلى تسوية للصراع اللبناني، تمثلت في تشكيل لجنة ثلاثية تضم الملك فهد بن عبد العزيز والملك الحسن الثاني والرئيس الشاذلي بن جديد تكون مهمتها الأساسية القيام بالاتصالات والإجراءات التي تراها مناسبة بهدف توفير المناخ الملائم لدعوة أعضاء مجلس النواب اللبناني لمناقشة وثيقة الإصلاحات السياسية، وإجراء انتخابات رئاسة الجمهورية وتشكيل حكومة الوفاق الوطني على أن يتم ذلك في غضون فترة أقصاها ستة أشهر. في 16 سبتمبر 1989، اصدرت اللجنة الثلاثية العربية بيان جدة، والذي كان من ضمن قراراته دعوة أعضاء مجلس النواب اللبناني للاجتماع في 30 سبتمبر 1989، وذلك لإعداد ومناقشة وثيقة الوفاق الوطني، وقد تقرر بعد مشاورات كلف بها الأخضر الإبراهيمي أن يكون مكان الاجتماع مدينة الطائف في المملكة العربية السعودية. ففي الفترة من 30 سبتمبر إلى 22 أكتوبر 1989، تم عقد اجتماع استثنائي لمجلس النواب اللبناني في مدينة الطائف وتم إقرار وثيقة الوفاق الوطني اللبناني المعروفة باسم اتفاق الطائف، والتي أكدت هوية لبنان العربية وجاءت بعدد من الإصلاحات في النظام السياسي اللبناني. صُدِّق الاتفاق في جلسة مجلس النواب البناني بتاريخ 5 نوفمبر 1989. وهو الذي أصبح فيما بعد بتاريخ 21 سبتمبر 1990 دستورا جديدًا للجمهورية اللبنانية.

## العلاقات الاقتصادية
بلغ حجم الاستثمارات السعودية في لبنان في عام 2010 16 مليار ريال، وتمثل نحو 40 في المئة من الاستثمارات العربية، في حين بلغ حجم التبادلات التجارية بين البلدين نحو 2.790 مليار ريال، وتأتي لبنان في المرتبة 40 من الدول التي تُصدر لها المملكة السلع فيما تحل لبنان في المرتبة 46 في الدول التي تستورد منها المملكة. يقيم في المملكة أعداداً كبيرة من العمالة اللبنانية التي تتجاوز 300 ألف شخص، والتي تعد أكبر جالية عربية مستثمرة داخل المملكة، كما أن المستثمرين اللبنانيين فيها يتجاوزون 600 مستثمر، تتركز غالب استثماراتهم في أعمال المقاولات، والإنشاءات، والديكورات، وبعض الصناعات.
قام البلدان بإنشاء مجلس الأعمال السعودي اللبناني، الذي يُعنى بالتنسيق الاقتصادي والتجاري بين البلدين على المستوى الحكومي من جهة، وعلى مستوى التجار والمستثمرين من جهة أخرى، كان من أبرز نتائج هذا المجلس هو تدشين الملتقى الاقتصادي السعودي اللبناني، الذي يقام بشكل سنوي. هذا بالإضافة لوجود هيئة تنمية العلاقات الاقتصادية اللبنانية السعودية، ومجلس العمل والاستثمار اللبناني في السعودية.
بعد زيارة وزير الخارجية السعودي الأمير فيصل بن فرحان إلى لبنان، قام ولي العهد السعودي محمد بن سلمان بدعوة الرئيس اللبناني جوزاف عون لزيارة المملكة العربية السعودية. وفقًا للتقارير الإعلامية، بمناسبة الزيارة، من المتوقع أن تقوم السعودية برفع حظر دخول السعوديين إلى لبنان، وهو خطوة ستؤثر بشكل كبير على السياحة والاقتصاد في لبنان.
وقام الرئيس اللبناني جوزاف عون بزيارة المملكة السعودية في مارس 2025، وذلك في أول زيارة خارجية له منذ انتخابه. وقال عون إنّ الزيارة هي فرصة للتأكيد العلاقات اللبنانية السعودية، وإعراب عن تقدير لبنان للسعودية على دورها في دعم استقرار لبنان. كما أعرب عون عن غربته أن تكون بلاده ضمن رؤية السعودية 2030. وبعد لقاء عون وولي العهد السعودي محمد بن سلمان، ادعى بعض مواقع الإعلام أن اهتمام السعودية بحالة الإصلاحات في لبنان يعكس قرارهم بعدم تقديم المساعدة للبنان حتى تنفذ لبنان هذه الإصلاحات.

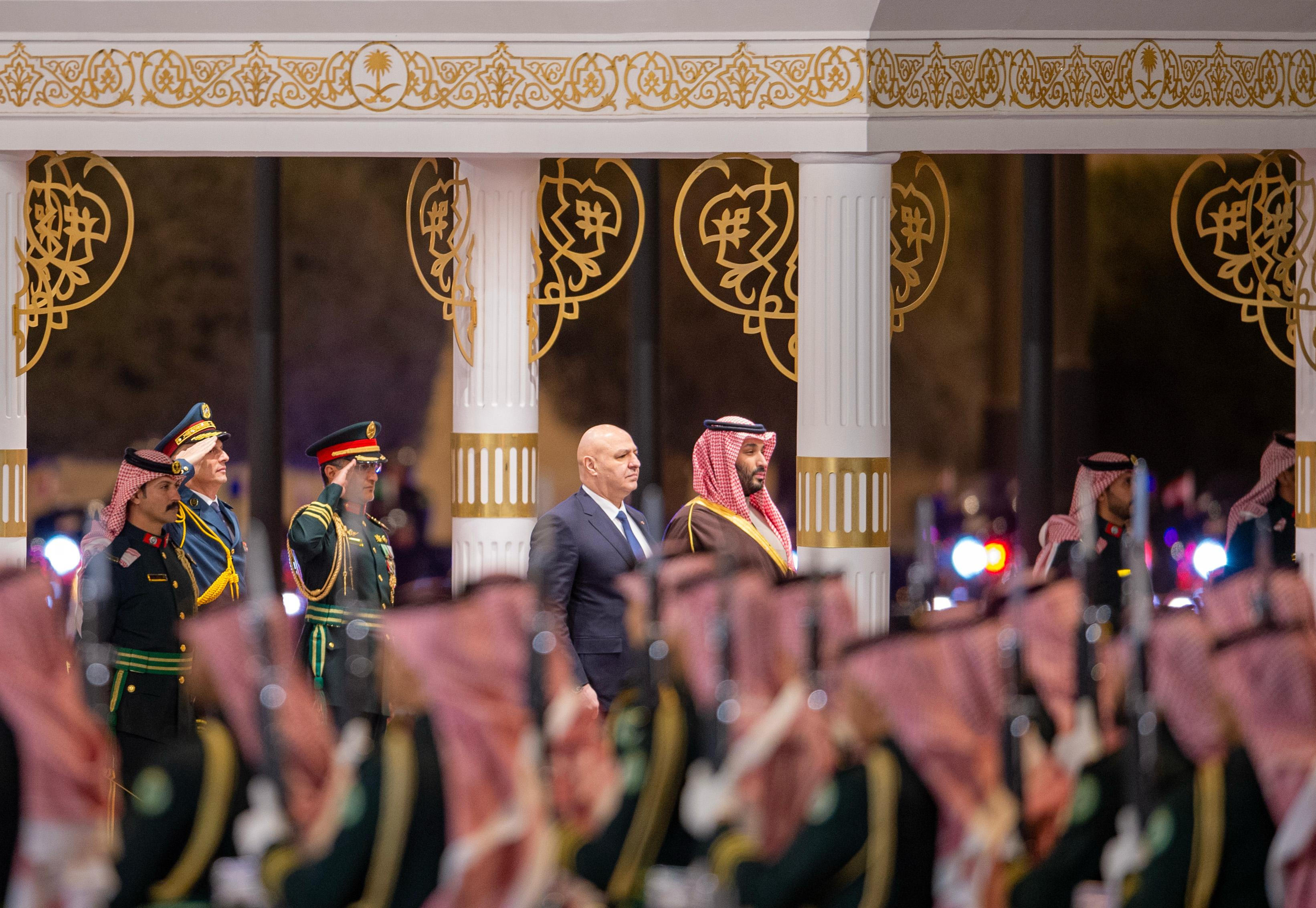
الأمير محمد بن سلمان بن عبد العزيز آل سعود خلال استقباله الرئيس اللبناني جوزيف خليل عون في قصر اليمامة بالرياض في أول زيارة له بعد توليه المنصب.